# Pellice
De Pellice (Piëmontees: Pélis) is een 60 km lange Italiaanse bergrivier in de provincie Turijn en een zijrivier van de Po.

## Loop
De rivier ontstaat op de westelijke flank van de Monte Granero in de Cottische Alpen.
Na eerst noordwaarts te zijn gestroomd, draait ze af naar het oosten richting de gemeente Bobbio Pellice.
Na de instroom van meerdere bergbeken vormt zij de Val Pellice. Verder in de vallei komen onder andere de Angrogna en de Chiamogna erbij. Na Bricherasio wordt de rivier rustiger. Tussen Cavour en Vigone stroomt de Chisone in de Pellice, wat haar debiet verdubbelt.
In Villafranca Piemonte stroomt zij in de Po.
- Library of Congress Control Number: sh85099280
- Nationale Bibliotheek van Israël: 987007533967205171
- Virtual International Authority File: 315127853